# Бегларян, Арташес Гайкович
Арташес Гайкович Бегларян (арм. Արտաշես Բեգլարյան) (13 ноября 1920, Карс — 7 января 1989, Ереван) ― советский армянский врач-патологоанатом, доктор медицинских наук (1963), профессор (1965), Заслуженный деятель науки Армянской ССР (1980).

## Биография
Родился 13 ноября 1920 года в городе Карс, Первая Республика Армения (в настоящее время Карс находится на востоке Турции).
В 1942 году окончил Ереванский государственный медицинский институт. Сразу после этого был мобилизован в ряды Красной Армии, участник Великой Отечественной войны. Демобилизовался в 1946 году.
Вернувшись на родину работал заместителем директора НИИ ортопедии и хирургической реабилитации, одновременно работал ассистентом на кафедре гистологии Ереванского медицинского института.
C 1963 по 1985 год работал заведующим кафедрой патологической анатомии Ереванского медицинского института, был декан лечебного факультета.
С 1963 по 1985 год ― главный патологоанатом Министерства здравоохранения Армянской ССР. Был президентом научного общества патологоанатомов.
Под его научным руководством 30 врачей защитили кандидатские диссертации, а еще семеро – докторские.

## Награды и звания
- Орден Трудового Красного Знамени
- Медаль Мхитара Гераци
- Почётный доктор Российской академии медицинских наук
- Заслуженный деятель науки Армянской ССР
- Доктор медицинских наук
- Профессор
- Действительный член Академии медицинских наук Армении
- «Почетный работник высшей школы»
- Диплом Американского биографического института
- Премия Ленинского комсомола Армении

## Семья
- Жена ― доктор медицинских наук, старший научный сотрудник, гематолог
- Сын ― Гагик Арташесович Бегларян, врач, акушер-гинеколог